# El día que Nietzsche lloró (película)
El día que Nietzsche lloró es una película independiente búlgara lanzada en 2007 y producida en EE. UU., protagonizada por Armand Assante, Ben Cross y Katheryn Winnick. La película está basada en la novela El día que Nietzsche lloró escrita por Irvin D. Yalom. Fue dirigida por Pinchas Perry.

## Argumento
En 1882, la joven Lou Salomé realiza una cita con el conocido médico vienés Josef Breuer. El motivo de esta cita es que Breuer acepte como paciente a un hombre llamado Friederich Nietzsche, un filósofo alemán muy poco conocido pero sin duda, con un porvenir brillante. Sin embargo el tratamiento que Salome le propone al doctor Breuer implica psicoanalizar a Nietzsche sin que este se dé cuenta, para que así pueda superar sus sentimientos de desesperanza y melancolía, como también sus tendencias suicidas.
Salomé es muy específica al decir que Nietzsche no debe darse cuenta de que está siendo psicoanalizado, porque este es sumamente sensible a cualquier tipo de imposición de poder sobre su persona y al escuchar todo lo que tenía que decir Salomé. Josef se muestra un tanto escéptico ante dicha propuesta, pero termina aceptando porque se ve influenciado por las innovadoras teorías del joven Sigmund Freud dando como resultado lo que en un futuro sería el psicoanálisis. 
Es así como da inicio el tratamiento, pero durante las primeras sesiones Breuer no sabe cómo tratar a Nietzsche, ya que su actitud se muestra impenetrable ante cualquier tipo de ayuda y se le ocurre la brillante idea de proponerle que las siguientes sesiones en las que se vieran serían de forma en la que los dos obtuvieran una ayuda mutua. Así el doctor Breuer ayudaría a Nietzsche a tratar su melancolía y él ayudaría a Breuer a tratar la desesperación con la que vivía a causa de las presiones sociales en las que se veía envuelto. 
A medida que se iba desarrollando el tratamiento, entre estos dos personajes surge una fuerte amistad. Si bien Nietzsche ya había escrito algunos libros, entre los cuales destacaban Humano, demasiado humano y El nacimiento de la tragedia, la relación entre ellos le da a Nietzsche las bases e ideas que conformarían una de sus más reconocidas y grandes obras: Así habló Zaratustra.

## Reparto
- Armand Assante - Friederich Nietzsche
- Ben Cross - Josef Breuer
- Jamie Elman - Sigmund Freud
- Katheryn Winnick - Lou Salome
- Michal Yannai - Bertha